# 澳大利亞總理府
總理府（英語：The Lodge）位于澳大利亞的首都，坎培拉，是澳大利亞總理在坎培拉的官邸。總理府地址是澳洲首都特區坎培拉迪肯區的阿德雷得大道（Adelaide Avenue）。
澳大利亞總理現有兩座官邸，除了坎培拉總理府之外，另一處是位于最大城市悉尼的官邸－齊利比利樓。
現存建築建於1927年，乔治王时代復興主義風格設計，此後歷經屢次裝修。此建築一開始的規劃用途并非永久性的官邸，而歷史上也有多位總理選擇在任内居住於別處。

## 現狀

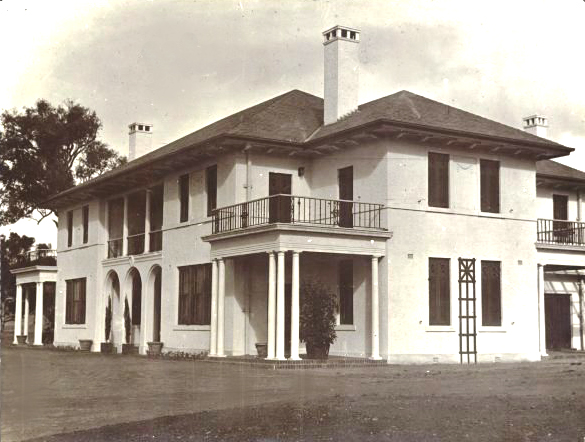
1927年完工後不久的總理府

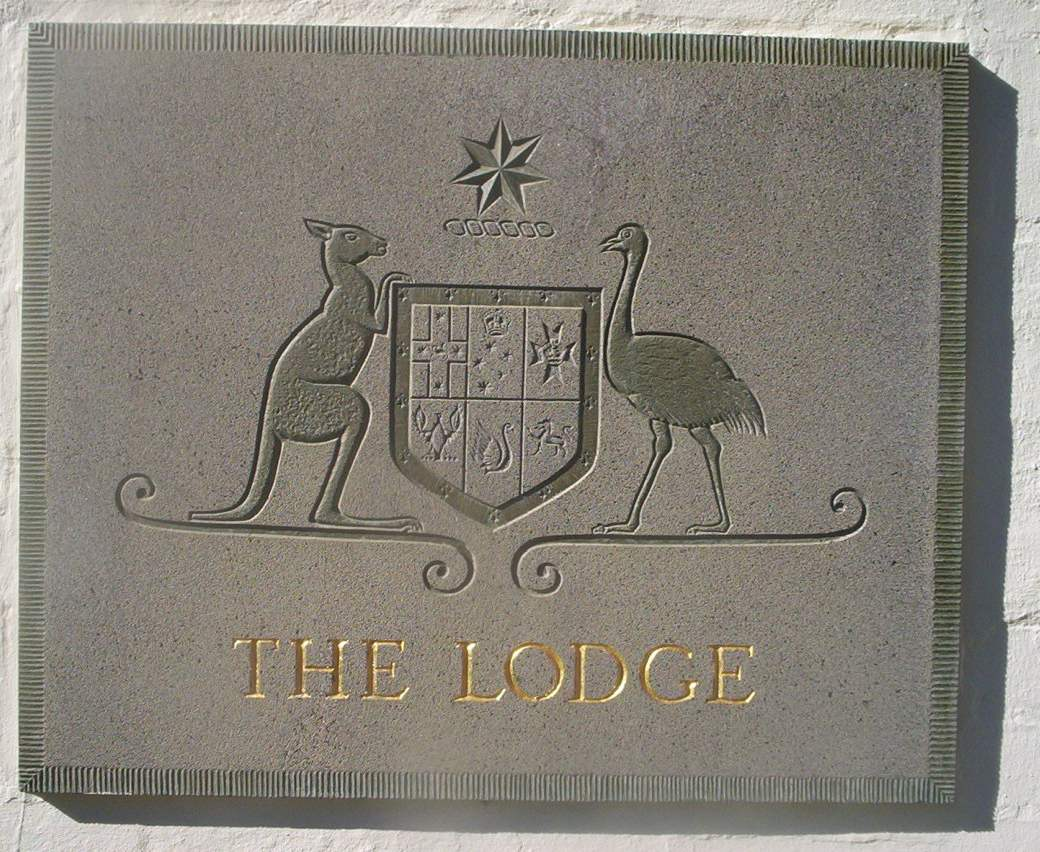
總理府外牆上的銘牌，“The Lodge”

澳大利亞總理府的英文名稱是“The Lodge”，“lodge”一詞是“小屋”、“山林小屋”的意思，也有臨時寄宿或度假、狩獵用別墅的含義。這座建築當年在規劃時就取了此名，但是爲何取了這個名字，現在已不可考。
總理府為兩層、乔治王时代風格復興主義（即模仿英國18世紀至19世紀初建築式樣的風格）府邸式建築，整座莊園佔地面積是1.8公頃。四周的庭院還包括運動和休息設施，例如游泳池和燒烤區域。
總理府共有40間房。建築内部體現美國殖民地時代風格，例如染色木墻板和二樓天花板露出的橫樑等。從底樓入口進入總理府時，首先是門庭，其左面是飯廳和仆佣區和工作人員住所；門廳往右則是正式接待用房，包括休息廳、書房和客廳（圖書室）（原設計為桌球室）。由臺階往上數階，則是總理配偶的辦公區，從這裡分作兩部樓梯，到達二樓走廊，通往位于正門樓上的内陽臺。二樓的房間則包括總理家屬的住房，和客房，共有一個書房，六間臥室、客廳、休息廳和桌球（棋牌）室。

## 沿革
澳洲總理府建於1926年-1927年間。根據澳洲政府的介紹，最初建築的考量是『他居住於此，直至正式的總理寓所完工，本建築將另移為他用』。其建築設計師為來自雪梨的J G Taylor of Glebe，當時的工程費用為£28,319。總理府有時也會是一些內閣成員在坎培拉的居所。
第一位入住的聯邦政府總理是史丹利·布魯斯；他與妻子Ethel（未生育子女）於1927年5月4日遷入，比聯邦議會建築正式啟用的日子早5天。當日也是坎培拉取代墨爾本成為聯邦政府所在地的日子。布魯斯的繼任者詹姆斯·史卡林（ 在職期間1929-32年）曾經在擔任反對黨領袖時，反對由聯邦政府負責官邸的支出。因此擔任總理期間，他與妻子居住於當時的坎培拉飯店（Hotel Canberra；即今日的君悅飯店）。而接下來的總理約瑟夫·萊昂斯則選擇入住官邸，爾後繼任的各個總理皆入住於此，除了奇夫利和東尼·艾伯特：
- 奇夫利於擔任總理期間的1945-49年，獨衷居於科拉鐘飯店（Kurrajong Hotel），期間工黨籍的要員亦因此多居於此飯店。而此飯店也是奇夫利後來病逝的地方[5][6]
- 東尼·艾伯特擔任總理期間（2013-15年），總理府正在修繕，因此他選擇住在澳大利亞聯邦警察訓練學校的宿舍，直到卸任也沒有入住總理府。

約翰·霍華德擔任總理的1996-2007年間，澳洲國會議期居於總理府以便處理政府公務，其餘的時間他習慣居住於悉尼的齊利比利樓（Kirribilli House）。
在任期間病逝於總理府的總理有3位，唯一在官邸辭世者是逝於1945年的約翰·柯廷。

## 裝潢史
羅伯特·孟席斯1939年就任总理，他对住所进行了彻底改造。在卧室前面修建阳台，更换破旧的地毯和家具，安装热水器。
20世纪60年代，總理府又有所变动。哈罗德·霍尔特就任总理后，他的妻子扎拉·霍尔特修整了房屋。更换了窗帘和地毯。在楼梯上悬挂澳大利亚国旗。大量改造房间的墙壁，用白色油漆涂沫墙壁。使原来黑色的布局变得透明。
约翰·戈顿总理时期，贝蒂娜·戈顿对扎拉霍尔特的装饰存在的问题进行处理。调整具有鲜艳色彩的家具和饰面。在总理府周围建了一堵墙，既增强安全又维护隐私。贝蒂娜戈顿还修建了植物园和游泳池。
1977—1978年扩展了主餐厅、厨房和官员宿舍。马尔科姆弗雷泽时代，翻新了扎拉霍尔特的屋宇。对天花板剥落的房间和出现许多裂缝的卫生间的墙壁进行修理。 塔米弗雷泽改善房子的布局，改变了办事效率不高的情况。1977年在此接待查尔斯王子、伊丽莎白二世和爱丁堡公爵。
塔米弗雷泽改变了服务设施，由露丝普尔设计，他主理塔米弗雷泽的任务。翻新了饭厅和一些建筑。由建筑师吉尔福特贝尔主持了对主要房间进行重新装修的工程。
鮑勃·霍克在20世纪80年代任总理，他的妻子改建总理府。 满足新的需求。
当保羅·基廷于1991年入主总理府时，移动书柜和沙发，改变官邸的一些摆设。
虽然約翰·霍華德一般住在悉尼，但是这并不妨碍他改善澳大利亞總理府的条件。从2000年到2005年，由室内设计师玛丽负责翻新。修整两个主要的接待室，起居室和客厅。餐厅和门厅也进行修膳。

## 外部連結
- 澳洲總理府（官方網站） （页面存档备份，存于）